# Jonas Åhrberg
Jonas Åhrberg, född 15 januari 1732 i Valsberga, Åkers socken, Södermanlands län, död 4 november 1797 i Bråtorp, Åkers socken, var en svensk kartgravör, kopparstickare och kommissionslantmätare.
Han var son till kronolänsmannen Olof Åhrberg och Maria Ekström och från 1767 gift med Hedvig Wahrenberg (Varfenberg). Åhrberg blev student vid Uppsala universitet 1754 och var därefter verksam som informator. Han anställdes 1757 hos gravören Andreas Åkerman i Uppsala där han fick utföra gravyrer av bokstäver och kom där att gravera samtliga namn på den första jordglob som gavs ut i Sverige. Han avlade lantmätarexamen 1760 och utnämndes 1781 till kommissionslantmätare i Södermanlands län.